# Gyólay Viktória
Gyólay Viktória (Szeged, 1927. február 16. – Kecskemét, 2011. január 5.) Jászai Mari-díjas magyar színésznő, a Kecskeméti Katona József Nemzeti Színház örökös tagja.

## Életpályája
Édesapja vasúti tisztviselő volt. Édesanyja Szűcs Mariska, erdélyi színésznőként került Szegedre, majd súgó lett. A Szegedi Zenekonzervatóriumban végzett 1947-ben. Pályáját a Szegedi Nemzeti Színház operakórusában kezdte. 1949–1980 között a kecskeméti Katona József Színház tagja volt.
Főleg operettek primadonnaszerepeiben lépett fel, de prózai színésznőként is sikeres és népszerű művész volt.

## Fontosabb színházi szerepei
- William Shakespeare: Szentivánéji álom... Hermia
- William Shakespeare: Pericles... Lychorida, Diána
- Arthur Miller: A salemi boszorkányok... Putnamné
- Gaetano Donizetti: Szerelmi bájital... Adina
- Wolfgang Amadeus Mozart: Figaro házassága... első leány
- Johann Strauss: A denevér... Adél; Rosalinda
- Johann Strauss: Cigánybáró... Szaffi; Arzéna
- Grimm fivérek – Csorba István: Piroska és a farkas... Piroska
- Grimm fivérek – Csorba István: Hófehérke és a hét törpe... Hófehérke
- Grimm fivérek – Lászlóffy Lajos: Hamupipőke... Hamupipőke; Tündérkirálynő
- Franz Schubert – Berté Henrik: Három a kislány... Médi
- Jacques Offenbach: Orfeusz... Euridike
- Jacques Offenbach: Eljegyzés lámpafénynél... Fanchette
- Jacques Offenbach: Egy marék boldogság... Katalin
- Jacques Offenbach: Fortunio dala... Lauretta
- Franz von Suppé: Huncut asszonyok (Boccaccio)... Beatrice
- Szirmai Albert–Bakonyi Károly–Gábor Andor: Mágnás Miska... Rolla
- Zerkovitz Béla–Szilágyi László: Csókos asszony... Katóka
- Gádor Béla: Állami áruház... Ilonka
- Kálmán Imre: Csárdáskirálynő... Szilvia
- Kálmán Imre: Marica grófnő... Marica grófnő
- Kálmán Imre: Montmartre-i ibolya... Violetta
- Kálmán Imre: Cirkuszhercegnő... Palinszka Fedora főhercegnő
- Kálmán Imre: Bajadér... Darimonde Odette
- Jacobi Viktor: Sybill... Sybill; Nagyhercegnő
- Jacobi Viktor: Leányvásár... Lucy
- Lehár Ferenc: Cigányszerelem... Ilona
- Lehár Ferenc: A víg özvegy... Glavari Hanna
- Lehár Ferenc: A mosoly országa... Liza
- Lehár Ferenc: Luxemburg grófja... Fleury; Angela
- Lehár Ferenc: Vándordiák (Garabonciás)... Sárika
- Lehár Ferenc: Éva... Sisi
- Huszka Jenő: Gül baba... Leila
- Huszka Jenő: Mária főhadnagy... Antónia
- Huszka Jenő: Bob herceg... Viktória
- Kacsóh Pongrác: János vitéz... Iluska; Francia királylány
- Ábrahám Pál: Viktória... Viktória
- Ábrahám Pál: Bál a Savoyban... Madeleine
- Ábrahám Pál: Hawaii rózsája... Lilia, Hawaii hercegnő; Susanne Provence
- Farkas Ferenc: Csínom Palkó... Zsuzsika
- Leo Fall: Sztambul rózsája... Kondzsa Gül, Kemál pasa leánya
- Leo Fall: Pompadour... Madame Pompadour
- William Somerset Maugham–Szenes Iván–Nádas Gábor: Imádok férjhez menni... Mrs. Pogson

## Díjai, elismerései
- Jászai Mari-díj (1963)
- Munka Érdemrend (1978)
- A Kecskeméti Katona József Nemzeti Színház örökös tagja

## Emlékezete
A kecskeméti színészmúzeum 2009. november 3-tól Gyólay Viktória nevét viseli. 2010-ben a múzeumnak adományozta lakását. A múzeum címe: Kecskemét, Kandó Kálmán utca 1.